# Шумский, Генрик
Генрик Шумский (пол. Henryk Szumski; 6 апреля 1941, Потулице — 30 января 2012, Коморув) — польский военный, генерал дивизии вооружённых сил ПНР, генерал брони вооружённых сил Третьей Речи Посполитой. В ПНР командовал бронетанковыми дивизиями и Силезским военным округом, состоял в ПОРП, руководил подавлением Щецинской забастовки декабря 1981. В Третьей Речи Посполитой занимал пост начальника генерального штаба, активно участвовал в военной реформе и интеграции Польши в НАТО.

## Служба в ПНР

### Офицер бронетанковых войск
Родился в деревенской семье. С детства увлекался активными играми, сталкингом, приключенческими книгами. Начал работать железнодорожником, но в 1961 поступил в познанскую Офицерскую школу бронетанковых войск.
В 1964 в звании подпоручика принял командование взводом в 68-м полку 20-й танковой дивизии Народного Войска Польского. С 1966 по 1968 — в должности командира роты. В 1971 окончил Академию генерального штаба и в звании капитана назначен начальником штаба 24-го полка 20-й дивизии. С 1973 — командир полка. Службу проходил в Старгарде. Под его командованием полк был отмечен как передовая часть вооружённых сил ПНР. В 1976 переведён в Эльблонг, командовал 16-й Кашубской бронетанковой дивизией. В 1978 был направлен в Москву, обучался в Военной академии имени Ворошилова. Вернувшись в Польшу в 1980, в звании полковника принял командование 12-й механизированной (мотострелковой) дивизией в Щецине. По отзывам знавших его людей, Шумский отличался высокой военной квалификацией, резкостью, дисциплинарной требовательностью — и в то же время весёлым нравом и доброжелательностью к сослуживцам.
Первым командиром 12-й механизированной дивизии был Войцех Ярузельский — с 1968 министр национальной обороны, с 1981 — премьер министр ПНР, первый секретарь ЦК ПОРП, председатель Военного совета национального спасения. В декабре 1970 дивизия участвовала в подавлении рабочих протестов на Балтийском побережье. Генрик Шумский состоял в правящей компартии ПОРП. Впоследствии он лаконично объяснил мотивы своего членства: «Как все».

### Подавление Щецинской забастовки
В декабре 1981, в первые дни военного положения, полковник Шумский командовал подавлением забастовки протеста на Щецинской судоверфи. Персонально операция подавления более всего связывается с его именем. Он отдавал приказы своим войскам, координировал действия с ЗОМО. Танки дивизии Шумского сносили ворота судоверфи. Обращаясь к забастовщикам, Шумский называл их лидера Анджея Мильчановского «бывшим прокурором, который отправлял людей на смерть». Это не только не соответствовало действительности (в бытность помощником прокурора Мильчановский не имел никакого отношения к смертным приговорам), но и производило странное впечатление: представитель государства пытался скомпрометировать оппозиционера причастностью к государству.
Месяц спустя, в январе 1982, официозный журнал Wiadomości Szczecińskie опубликовал интервью Шумского с резкими нападками на профсоюз Солидарность и его лидеров. Впоследствии Шумский говорил, что такого рода тексты писались политруками; сам же он повторял предоставленную ему информацию, которую «считал достоверной». При этом Шумский акцентировал тот факт, что подчинённые ему войска не применили оружия, их действия не привели к человеческим жертвам.

### В генеральском звании
Генерал Ярузельский публично объявил полковнику Шумскому благодарность за подавление щецинской забастовки. В 1983 Шумскому присвоено звание генерал бригады. 12-я дивизия трижды удостаивалась характеристики передового тактического объединения Народного Войска Польского. В 1984—1986 генерал Шумский — начальник штаба Поморского военного округа, с 1986 — заместитель начальника генштаба по оперативным вопросам. В 1987 назначен командующим Силезским военным округом. В 1988 — генерал дивизии.

## Генерал новой Польши
После Круглого стола и альтернативных выборов 1989 к власти в Польше пришла «Солидарность». Генрик Шумский продолжал службу в Войске Польском, был назначен заместителем начальника генштаба генерала Стельмашука. При генерале Вилецком возглавлял управление боевой подготовки генштаба. Он пересмотрел свою политическую позицию, отказался от прежней партийности и идеологии, объяснился перед деятелями «Солидарности», которых «неправильно оценивал». При этом Шумский продолжал считать справильными свои действия в 1981, поскольку, на его взгляд, «военное положение предотвратило худшую трагедию».
После посещения Пакистана в 1993 Генрик Шумский перенёс синдром Гийена — Барре. В течение двух лет ему удалось преодолеть тяжёлую болезнь. В 1996—1997 генерал Шумский служил в Бюро национальной безопасности Польши (BBN). Занимался разработкой новой военной доктрины. Основу доктрины составляла теперь интеграция страны в западные военно-политические союзы и участие в миротворческих операциях.
10 марта 1997 генерал брони Генрик Шумский сменил генерала Вилецкого на посту начальника Генерального штаба Войска Польского. На этот период пришлось вступление Польши в НАТО, что считается главным достижением Шумского. Задачей армейской реформы Шумский называл приведение польской военной структуры в соответствие стандартам НАТО. Были преобразованы командование сухопутными войсками, структура штабов и тактических войсковых соединений, сокращена численность армии. Политически Шумский ориентировался на президента Александра Квасьневского, представлявшего «пост-ПОРП». Во главе польского генштаба Генрик Шумский выражал важную военно-политическую тенденцию: многие генералы коммунистической ПНР в Третьей Речи Посполитой заняли прозападные позиции, исходя из своего понимания геополитики и национальных интересов.
Пребывание Шумского на высоком военном посту вызывало протесты радикальных антикоммунистов и активистов «Солидарности», особенно в Щецине. Депутат сейма от Избирательной акции Солидарность Збигнев Шиманьский направил соответствующий запрос премьер-министру Ежи Бузеку. Депутат напоминал премьеру роль Шумского в подавлении забастовки, его заявления о приверженности «идеям Маркса и Ленина», нарушение обязательства не арестовывать забастовщиков. По мнению Шиманьского, кровопролитие было предотвращено не Шумским, а бастующими рабочими, которые своей волей воздержались от насильственного сопротивления (хотя имели для этого значительный потенциал), и солдатами польской армии, не желавшими стрелять в соотечественников. Шиманьский требовал отстранить Шумского от руководства генеральным штабом.
Генерал Шумский оставался в должности до 28 сентября 2000 (заменён генералом Пёнтасом). 6 апреля 2001 Генрик Шумский уволился в запас. Был членом Совета национальной безопасности Польши. Состоял в Клубе генералов Войска Польского (KGWP). Выступал за укрепление союза с США и другими странами НАТО, поддерживал участие Польши в Афганской войне в составе ISAF.

## Смерть и похороны
70-летний Генрик Шумский был убит ударом ножа в собственном доме под Варшавой. Полиция быстро обнаружила преступника — им оказался сын погибшего Кшиштоф. Причина состояла в психическом расстройстве убийцы. Кшиштоф Шумский был признан невменяемым и помещён в психиатрическую больницу, на этом расследование прекращено.
Похоронен Генрик Шумский на кладбище Воинские Повонзки. В траурной церемонии участвовали министр обороны Томаш Семоняк, начальник генштаба Мечислав Ценюх, начальник BBN Станислав Козей, бывший президент Александр Квасьневский, бывший министр обороны Януш Онышкевич, председатель KGWP Роман Гармоза, первый польский космонавт Мирослав Гермашевский. Мессу отслужил полевой епископ Войска Польского Юзеф Гуздяк. Было зачитано послание Войцеха Ярузельского. Выступавшие — Семоняк, Ценюх, Квасьневский, Гармоза — говорили о многолетней службе покойного, вспоминали его деловые и личные достоинства, отмечали его роль во вступлении Польши в НАТО. Декабрьские события 1981 не упоминались.